# Celmia
Celmia là một chi bướm ngày thuộc họ Lycaenidae.